# Phanerochaete aurata
Phanerochaete aurata är en svampart som först beskrevs av Bourdot & Galzin, och fick sitt nu gällande namn av Harold H. Burdsall 1985. Phanerochaete aurata ingår i släktet Phanerochaete och familjen Phanerochaetaceae.   Inga underarter finns listade i Catalogue of Life.